# Acetes sibogae
Acetes sibogae är en kräftdjursart som beskrevs av Hansen 1919. Acetes sibogae ingår i släktet Acetes och familjen Sergestidae.

## Underarter
Arten delas in i följande underarter:
- A. s. australis
- A. s. sibogae
- A. s. sibogalis